# Peribatodes aragonis
Peribatodes aragonis är en fjärilsart som beskrevs av Eugen Wehrli 1943. Peribatodes aragonis ingår i släktet Peribatodes och familjen mätare. Inga underarter finns listade i Catalogue of Life.